# Сельское поселение «Кыринское»
Се́льское поселе́ние «Кыринское» — муниципальное образование в Кыринском районе Забайкальского края Российской Федерации.
Административный центр — село Кыра.

## История
Статус и границы сельского поселения установлены Законом Читинской области от 19 мая 2004 года «Об установлении границ, наименований вновь образованных муниципальных образований и наделении их статусом сельского, городского поселения в Читинской области».

## Население
| 2010  | 2011  | 2012  | 2013  | 2014  | 2015  | 2016  |
| ----- | ----- | ----- | ----- | ----- | ----- | ----- |
| 4563  | ↘4548 | ↘4525 | ↘4453 | ↘4417 | ↘4375 | ↘4300 |
| 2017  | 2018  | 2019  | 2020  | 2021  |       |       |
| ↘4246 | ↘4169 | ↘4078 | ↘3988 | ↘3820 |       |       |

## Состав сельского поселения
| № | Населённый пункт | Тип населённого пункта       | Население |
| - | ---------------- | ---------------------------- | --------- |
| 1 | Кыра             | село, административный центр | ↘3820     |